# Lill-Skärjan
Lill-Skärjan är en sjö i Söderhamns kommun i Hälsingland och ingår i Ljusnan-Skärjåns kustområde.